# Seymour Baronets

Ursprüngliches Wappen der Familie Seymour

Als Seymour Baronetcies bezeichnet man vier erbliche britische Adelstitel (Baronetcies), die an Personen mit dem Familiennamen Seymour verliehen wurden. Hiervon gehören zwei zur Baronetage of England und zwei zur Baronetage of the United Kingdom.

## Verleihungen
Erstmals wurde am 29. Juni 1611 in der Baronetage of England der Titel Baronet, of Berry Pomeroy in the County of Devon, für Edward Seymour, Sheriff von Devon und als Knight of the Shire für Devon Mitglied des House of Commons, geschaffen. Er war der Sohn des Lord Edward Seymour (1529–1593) und ein Enkel des Edward Seymour, 1. Duke of Somerset. Der ersten sechs Baronets hießen alle Edward und waren alle Abgeordnete im House of Commons. Familiensitz der Baronets war zunächst Berry Pomeroy Castle bei Totnes in Devon. Der 4. Baronet zog nach Bradley House bei Maiden Bradley in Wiltshire, das bis heute Familiensitz der Baronets ist. Der 6. Baronet erbte 1750 beim Tod seines Neffen sechsten Grades, Algernon Seymour, 7. Duke of Somerset, dessen Adelstitel als 8. Duke of Somerset an. Die Baronetcy ist seither ein nachgeordneter Titel des jeweiligen Dukes und existiert bis heute.
In zweiter Verleihung wurde am 4. Juli 1681 in der Baronetage of England der Titel Baronet, of Langley in the County of Buckingham, für Henry Seymour, später Abgeordneter im House of Commons für East Looe in Cornwall, geschaffen. Sein Vater Henry Seymour (1612–1686) war der zweite Sohn des 2. Baronets of Berry Pomeroy und hatte 1669 das Gut Langley, heute ein Vorort von Slough in Berkshire, als Familiensitz erworben. Der 1. Baronet blieb unverheiratet und kinderlos und der Titel erlosch bei seinem Tod im April 1714.
In dritter Verleihung wurde am 31. Mai 1809 in der Baronetage of the United Kingdom der Titel Baronet, of High Mount in the County of Limerick and Friery Park in the County of Devon, für den Rear-Admiral der Royal Navy Michael Seymour geschaffen. Er entstammte einer in Irland ansässigen Linie der Familie Seymour. Sein Sohn, der 2. Baronet, war anglikanischer Priester und Hofkaplan für Königin Victoria. Als Generalerbe der Familie seiner Mutter Elizabeth Culme († 1841) ergänzte er mit königlicher Lizenz vom 6. Mai 1842 seinen Familiennamen zu „Culme-Seymour“. Der Titel wird seither als Culme-Seymour Baronetcy geführt und existiert bis heute.
Zuletzt wurde am 28. Oktober 1868 in der Baronetage of the United Kingdom der Titel Baronet, of the Army, dem General der British Army Francis Seymour verliehen. Sein Vater Henry Augustus Seymour of Knockbreda (1771–1847) war ein unehelicher Sohn des Francis Seymour-Ingram, 2. Marquess of Hertford. Der Titel erlosch beim Tod seines einzigen kinderlosen Sohnes, des 2. Baronet, am 2. Mai 1949.

## Liste der Seymour Baronets

### Seymour Baronets, of Berry Pomeroy (1611)
- Sir Edward Seymour, 1. Baronet (um 1563–1613)
- Sir Edward Seymour, 2. Baronet (um 1580–1659)
- Sir Edward Seymour, 3. Baronet (1610–1688)
- Sir Edward Seymour, 4. Baronet (1633–1708)
- Sir Edward Seymour, 5. Baronet (1663–1741)
- Edward Seymour, 8. Duke of Somerset, 6. Baronet (1701–1757)
- Edward Seymour, 9. Duke of Somerset, 7. Baronet (1717–1792)
- Webb Seymour, 10. Duke of Somerset, 8. Baronet (1718–1793)
- Edward St. Maur, 11. Duke of Somerset, 9. Baronet (1775–1855)
- Edward St. Maur, 12. Duke of Somerset, 10. Baronet (1804–1885)
- Archibald St. Maur, 13. Duke of Somerset, 11. Baronet (1810–1891)
- Algernon St. Maur, 14. Duke of Somerset, 12. Baronet (1813–1894)
- Algernon St. Maur, 15. Duke of Somerset, 13. Baronet (1846–1923)
- Edward Seymour, 16. Duke of Somerset, 14. Baronet (1860–1931)
- Evelyn Seymour, 17. Duke of Somerset, 15. Baronet (1882–1954)
- Percy Seymour, 18. Duke of Somerset, 16. Baronet (1910–1984)
- John Seymour, 19. Duke of Somerset, 17. Baronet (* 1952)

Titelerbe (Heir apparent) ist der Sohn des aktuellen Titelinhabers, Sebastian Seymour, Lord Seymour (* 1982).

### Seymour Baronets, of Langley (1681)
- Sir Henry Seymour, 1. Baronet (1674–1714)

### Seymour bzw. Culme-Seymour Baronets, of High Mount and Friery Park (1809)
- Sir Michael Seymour, 1. Baronet  (1768–1834)
- Rev. Sir John Hobart Culme-Seymour, 2. Baronet (1800–1880)
- Sir Michael Culme-Seymour, 3. Baronet (1836–1920)
- Sir Michael Culme-Seymour, 4. Baronet (1867–1925)
- Sir Michael Culme-Seymour, 5. Baronet (1909–1999)
- Sir Michael Culme-Seymour, 6. Baronet (* 1962)

Titelerbe (Heir apparent) ist der Sohn des aktuellen Titelinhabers, Michael Culme-Seymour (* 1986).

### Seymour Baronets, of the Army (1869)
- Sir Francis Seymour, 1. Baronet (1813–1890)
- Sir Albert Victor Francis Seymour, 2. Baronet (1887–1949)